# Referendum in den Niederlanden 2005 zur Europäischen Verfassung
Am 1. Juni 2005 fand in den Niederlanden ein Referendum über die Ratifizierung des geplanten Vertrags für eine Verfassung für Europa statt. 61,5 % der Abstimmenden lehnten die Ratifizierung ab. Die Wahlbeteiligung lag bei 63,3 %.

## Vorgeschichte

Geplante Ratifizierungen:
durch Parlamentsbeschluss
nach einem Referendum

Die Staats- und Regierungschefs der Mitgliedsstaaten der Europäischen Union hatten am 29. Oktober 2004 in Rom den Vertrag über eine Verfassung für Europa unterzeichnet. Ziel des Vertragswerkes war ein verbessertes Zusammenwirken der europäischen Institutionen in der EU, die nach der Osterweiterung von 2004 auf 25 Mitgliedsstaaten angewachsen war. In dem Verfassungsentwurf wurden gemeinschaftliche Ziele und Werte der EU (Menschenrechte, Demokratie, Rechtsstaatlichkeit …) und eine Charta der Grundrechte der Bürger der EU formuliert. Die Kompetenzen der EU-Institutionen sollten besser abgegrenzt und definiert werden und die Zusammenarbeit auch auf dem Gebiet der Sicherheits- und Verteidigungspolitik sollte mehr institutionalisiert und verbessert werden. Die Änderungen sollten sich dabei aber weiterhin an den Grundsätzen der Subsidiarität und der Verhältnismäßigkeit orientieren.
Nach dem Vertragsabschluss musste dieser in den Einzelstaaten ratifiziert werden. Zum Teil geschah dies einfach durch Parlamentsbeschluss (z. B. in Deutschland und Österreich). Bei anderen Staaten war durch die Verfassung zwingend eine Volksbefragung vorgesehen (z. B. in Irland). Andere Staaten entschieden sich, obwohl eine Volksabstimmung nicht zwingend vorgeschrieben war, eine solche trotzdem durchzuführen. Verschiedene Motive waren hier ausschlaggebend. Zum Teil geschah dies unter dem Druck der Kritik am Vertragswerk oder um die Legitimation des Vertragsabschlusses zu erhöhen, zum Teil auch aus politisch-taktischen Erwägungen heraus.

## Situation in den Niederlanden
Zu den Staaten, in denen ein Referendum durchgeführt werden sollte, gehörten auch die Niederlande. Die Diskussion in den Niederlanden vermischte sich mit einer grundsätzlicheren Diskussion, ob generell Volksabstimmungen als Elemente der direkten Demokratie in die Verfassung aufgenommen werden sollten. Vor allem die Parteien des linken Spektrums sprachen sich seit längerem dafür aus.

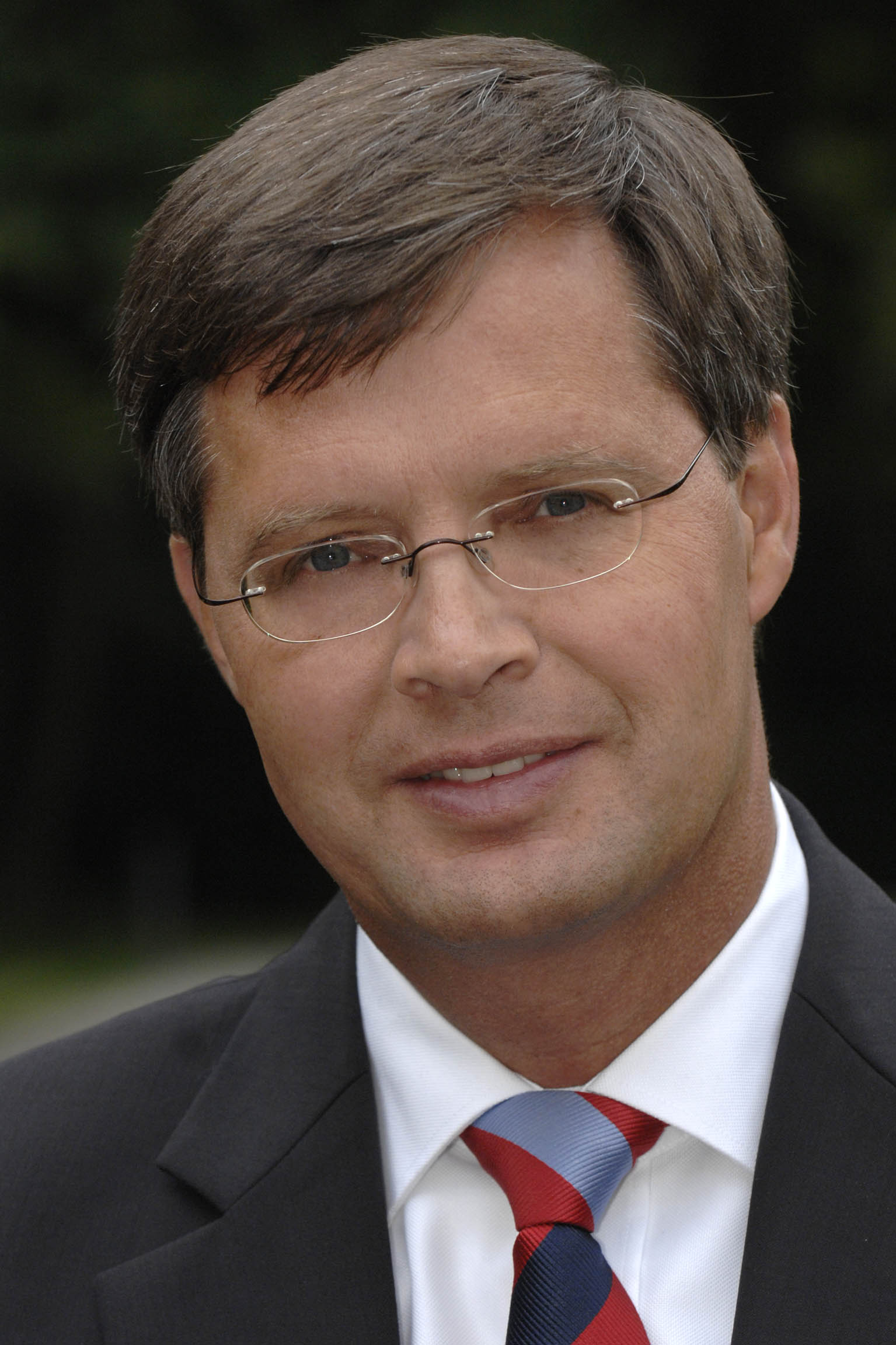
Jan Peter Balkenende (CDA), niederländischer Premierminister 2002–2010

Premierminister Jan Peter Balkenende (Christen-Democratisch Appèl, CDA), der eine bürgerlich-liberale Koalitionsregierung aus CDA, Volkspartij voor Vrijheid en Democratie (VVD) und Democraten 66 (D66) anführte, hätte die Abstimmung gerne vermieden, konnte sich aber der populären Forderung nach einem Referendum nicht entziehen. Nachdem die drei Parlamentarier Farah Karimi (GroenLinks), Niesco Dubbelboer (Partij van de Arbeid, PvdA) und Boris van der Ham (D66) am 22. Mai 2003 einen Gesetzesentwurf zur Abhaltung eines konsultativen Referendums eingebracht hatten, entfaltete sich eine ausführliche Debatte über ein mögliches Referendum. Zu den Befürwortern des Referendums gehörten aus dem eher linken Spektrum die PvdA, die Socialistische Partij (SP), GroenLinks und die D66, sowie die als rechtspopulistisch klassifizierte Lijst Pim Fortuyn (LPF). Der CDA und die reformierte Staatkundig Gereformeerde Partij (SGP) waren grundsätzlich gegen ein Referendum. In der VVD kam es zu einem innerparteilichen Machtkampf, den schließlich die Fraktion der Referendums-Befürworter unter Jozias van Aartsen gewann. Der Staatsrat gab ein weitgehend positives Gutachten über den Gesetzentwurf zur Abhaltung eines Referendums ab und Meinungsumfragen zeigten, dass etwa zwei Drittel der Bevölkerung eine derartige Volksbefragung wünschten.
Am 25. November 2003 stimmte die Zweite Kammer der Generalstaaten gegen die Stimmen von CDA, CU und SGP mehrheitlich für die Abhaltung eines entsprechenden Referendums. Nach Einwänden der Ersten Kammer wurde das Referendumsgesetz in novellierter Form am 5. Oktober 2004 erneut durch die Zweite Kammer angenommen. Am 25. Januar 2005 stimmte auch die Erste Kammer dem Referendumsgesetz zu.
Das Referendum war verfassungsrechtlich in den Niederlanden ein weitgehendes Novum. Die letzte Volksabstimmung hatte es dort vor 200 Jahren gegeben, als über die Annahme der Verfassung der Batavischen Republik, eines napoleonischen Klientelstaats abgestimmt wurde. In der niederländischen Verfassung war dieses Element der direkten Demokratie nicht vorgesehen. Daher hatte die Abstimmung formell auch nur einen konsultativen Charakter.

## Termin, Frage des Referendums, Wahlkampf
Als Termin für die Abhaltung des Referendums wurde ursprünglich der 14. Juni 2004 angestrebt, da an diesem Tag Wahlen zum Europaparlament vorgesehen waren. Dieser Termin ließ sich jedoch aufgrund der langen Diskussion und verzögerten Zustimmung im Parlament nicht einhalten, so dass der Abstimmungstermin schließlich auf den 1. Juni 2005 festgelegt wurde.
| Abstimmungs- empfehlung | Parteien                                           |
| ----------------------- | -------------------------------------------------- |
| Dafür                   | CDA, PvdA, VVD, D66, GroenLinks                    |
| Dagegen                 | SP, LPF, ChristenUnie, SGP, Geert-Wilders-Anhänger |

Die meisten großen Parteien (auch viele, die das Referendum abgelehnt hatten) unterstützten das „Ja“-Votum, d. h. die Zustimmung zum Vertragsentwurf. Von den 150 Parlamentariern der Zweiten Kammer sprachen sich 127 für ein „Ja“, und 22 für ein „Nein“ aus, in der Zweiten Kammer lag das Verhältnis bei 65 : 9. Die Wahlkampf-Kampagne vor der Abstimmung wurde überwiegend durch die Verfassungsgegner bestimmt, die eine deutlich höhere Präsenz in der öffentlichen Diskussion als die -befürworter erreichten. Die Gegner führten ihre Kampagne emotionaler, während die Befürworter häufiger eher technische und formale Argumente verwendeten, eher in der Defensive waren und die Argumente der Vertragsgegner entkräften wollten. Die Regierung, die sich nur widerwillig zum Referendum entschlossen hatte, engagierte sich vergleichsweise wenig im Wahlkampf, so dass kleinere Interessengruppen in der Diskussion ein überproportional großes Medienecho erhielten. Außerdem befand sich die Regierung Balkenende aufgrund von unpopulären Sozialkürzungen und einer unbefriedigenden Wirtschaftsentwicklung in einem Popularitätstief.
In den öffentlichen Meinungsumfragen hatten die Befürworter des Vertrags anfänglich eine Mehrheit. Im November 2004 befürworteten in einer Meinungsumfrage 63 % der Befragten den Vertrag. Anfang 2005 hatten sich die Verhältnisse jedoch umgekehrt und die Befürworter des Vertrages waren in verschiedenen Meinungsumfragen in der Minderheit. Ein großer Anteil der Wählerschaft war allerdings noch unentschlossen. Ein ganz wesentliches Ereignis war das Referendum in Frankreich, das am 29. Mai 2005, drei Tage vor der niederländischen Abstimmung stattfand und bei dem 56 % der Abstimmenden den Verfassungsentwurf ablehnten.
Die auf den Stimmzetteln formulierte Frage lautete:

„Bent U voor of tegen instemming door Nederland met het verdrag tot vaststelling van een grondwet voor Europa?“

„Sind Sie für oder gegen die Zustimmung der Niederlande zum Vertrag über die Einführung einer Verfassung für Europa?“

Die Frage konnte mit voor (Für) oder tegen (Gegen) beantwortet werden.

## Ergebnisse
Die Ergebnisse des Referendums sind in den folgenden Tabellen dargestellt.

### Landesweite Ergebnisse
| Stimmen                             | Zahl       | Prozent |
| ----------------------------------- | ---------- | ------- |
| Gültige Stimmen                     | 7.646.415  | 99,23 % |
| Ungültige Stimmen/leere Stimmzettel | 58.741     | 0,77 %  |
| Abstimmende                         | 7.705.156  | 63,30 % |
| Wahlberechtigte                     | 12.172.740 | 100,0 % |
| Wahlentscheidung                    |            |         |
| Gegen                               | 4.705.685  | 61,54 % |
| Für                                 | 2.940.730  | 38,46 % |

### Ergebnisse in den Provinzen und Gemeinden
| Provinz            | Wahl- berechtigte | Wähler    | Beteiligung | Für       | Für   | Gegen     | Gegen | Ungültige/Leere Stimmzettel | Ungültige/Leere Stimmzettel |
| Provinz            | Wahl- berechtigte | Wähler    | Beteiligung | Zahl      | %     | Zahl      | %     | Zahl                        | %                           |
| ------------------ | ----------------- | --------- | ----------- | --------- | ----- | --------- | ----- | --------------------------- | --------------------------- |
| Drenthe            | 370.383           | 241.496   | 65,20       | 85.703    | 35,49 | 153.745   | 63,66 | 2.048                       | 0,85                        |
| Flevoland          | 254.680           | 164.354   | 64,53       | 52.764    | 32,10 | 110.708   | 67,36 | 882                         | 0,54                        |
| Friesland          | 487.188           | 321.992   | 66,09       | 121.866   | 37,85 | 198.076   | 61,52 | 2.050                       | 0,64                        |
| Provinz Gelderland | 1481.154          | 957.814   | 64,67       | 361.130   | 37,70 | 589.205   | 61,52 | 7.479                       | 0,78                        |
| Groningen          | 446.315           | 288.482   | 64,64       | 98.518    | 34,15 | 186.817   | 64,76 | 3.147                       | 1,09                        |
| Limburg            | 865.047           | 525.886   | 60,79       | 200.291   | 38,09 | 322.386   | 61,30 | 3.209                       | 0,61                        |
| Noord-Brabant      | 1.817.290         | 1.073.184 | 59,05       | 436.699   | 40,69 | 628.886   | 58,60 | 7.599                       | 0,71                        |
| Noord-Holland      | 1.914.091         | 1.224.326 | 63,96       | 484.214   | 39,55 | 730.834   | 59,69 | 9.278                       | 0,76                        |
| Overijssel         | 827.928           | 533.156   | 64,40       | 193.690   | 36,33 | 335.986   | 63,02 | 3.480                       | 0,65                        |
| Utrecht            | 868.582           | 589.667   | 67,89       | 255.773   | 43,38 | 328.118   | 55,64 | 5.776                       | 0,98                        |
| Zeeland            | 283.816           | 185.801   | 65,47       | 60.077    | 32,33 | 124.711   | 67,12 | 1.013                       | 0,55                        |
| Zuid-Holland       | 2.556.266         | 1.599.038 | 62,55       | 590.005   | 36,90 | 996.213   | 62,30 | 12.820                      | 0,80                        |
| Niederlande        | 12.172.740        | 7.705.196 | 63,30       | 2.940.730 | 38,17 | 4.705.685 | 61,07 | 58.781                      | 0,76                        |

Die Befürworter des Vertragsentwurfes hatten nur in 26 der 467 niederländischen Gemeinden die Mehrheit. Diese sind in der folgenden Tabelle aufgeführt. Die Gemeinde mit der größten Ablehnung war Urk in Flevoland, wo nur 8,4 % der Abstimmenden für den Vertrag stimmten.
| Gemeinde                      | Prozent „Für“-Stimmen |
| ----------------------------- | --------------------- |
| Rozendaal                     | 62,7                  |
| Bloemendaal                   | 60,6                  |
| Heemstede                     | 57,0                  |
| Oegstgeest                    | 56,0                  |
| Bennebroek                    | 55,3                  |
| Naarden                       | 55,0                  |
| Laren                         | 53,6                  |
| Bunnik                        | 52,8                  |
| Wassenaar                     | 52,6                  |
| Wageningen                    | 52,2                  |
| Haren                         | 52,1                  |
| Warmond                       | 52,1                  |
| Abcoude                       | 52,0                  |
| Nuenen, Gerwen en Nederwetten | 51,8                  |
| Voorschoten                   | 51,3                  |
| Doorn                         | 51,2                  |
| Mook en Middelaar             | 51,1                  |
| Utrecht                       | 51,1                  |
| Waalre                        | 51,0                  |
| Sevenum                       | 50,9                  |
| Maarn                         | 50,7                  |
| Heeze-Leende                  | 50,6                  |
| Son en Breugel                | 50,6                  |
| Eersel                        | 50,5                  |
| Midden-Delfland               | 50,3                  |
| Margraten                     | 50,2                  |

### Wahlkarten

Ergebnisse in den Provinzen (Stimmen in 1000): Für den Vertragsentwurf Gegen den Vertragsentwurf
Mehrheiten nach Gemeinden: Für Gegen

## Beurteilung und weitere Entwicklung
Die Ablehnung des Vertragswerkes war eindeutig und noch deutlicher als beim Referendum in Frankreich. In keiner der 16 Provinzen hatten die Befürworter des Verfassungsentwurfs die Mehrheit. Nur in 26 (5,4 %) von 467 niederländischen Gemeinden konnten die Befürworter eine Mehrheit erlangen. An der Abstimmung hatten sich überproportional ältere Wähler beteiligt (Wahlbeteiligung 46 % bei den 18- bis 24-Jährigen, 75 % bei den über 55-Jährigen). Als Grund für ihre Nichtteilnahme gaben die Nichtwähler zu 51 % an, dass sie sich nicht genügend informiert fühlten, Desinteresse an der europäischen Verfassung wurde in 23 % und eine generelle Ablehnung von EU-Institutionen in 16 % genannt. 67 % der Befragten waren der Ansicht, dass die Debatte um die Europäische Verfassung in den Niederlanden zu spät begonnen habe. Das mehrheitliche Nein-Votum durchzog alle Altersgruppen, war jedoch am ausgeprägtesten bei den Jungwählern (74 % „Nein“ bei den 18- bis 24-Jährigen).
Eine Analyse des Wahlverhaltens zeigte, dass die Anhänger von SP, CU und der „Gruppe Wilders“, der Vorläuferin der Partij voor de Vrijheid und ideologischen Erbin der LPF, zu mehr als 80–90 % gegen den Vertragsentwurf gestimmt hatten. Bei den PvdA-Anhängern gab es eine knappe Mehrheit gegen den Vertragsentwurf, während Anhänger von VVD, CDA, GroenLinks und D66 mehrheitlich dafür gestimmt hatten, am deutlichsten bei dem CDA. Die Motive für ein „Nein“-Votum waren heterogen. Als häufigste Motive wurden genannt: fehlende Information (32 %), Verlust nationaler Souveränität (19 %) und Gegnerschaft zu bestimmten politischen Parteien/zur Regierung (14 %). 8 % der befragten „Nein“-Wähler nannten eine allgemeine Gegnerschaft zur europäischen Integration als Grund. 82 % aller Befragten befürworteten die Mitgliedschaft der Niederlande in der EU. Im Gegensatz zu den Wählern Frankreichs, die den Vertragsentwurf ebenfalls abgelehnt hatten, sahen die niederländischen Wähler mehrheitlich keine Notwendigkeit der Einführung einer europäischen Verfassung.
Mit der Ablehnung durch die niederländischen Wähler war der ursprüngliche Vertragsentwurf für die Europäische Verfassung endgültig gescheitert, da zwei Kernländer der EU, Frankreich und die Niederlande, ihn abgelehnt hatten. Der Ratifizierungsprozess kam europaweit zum Stillstand und mit Ausnahme von Luxemburg am 10. Juli 2005 wurden keine weitere Referenden in anderen EU-Ländern mehr abgehalten. Anstelle des gescheiterten Verfassungsprojektes erarbeiteten die Regierungen der EU-Mitgliedsstaaten einen modifizierten Vertragsentwurf, den späteren Vertrag von Lissabon, der jedoch wesentliche Elemente aus dem Verfassungsentwurf von Rom übernahm. Auch hier gab es eine Diskussion in den Niederlanden, ob ein neues Referendum abgehalten werden sollte. Diesmal äußerte sich der Staatsrat skeptisch – auch deswegen, weil Referenden in der Verfassung nicht vorgesehen sind und nicht auf diesem Weg quasi als dauerhafte Institution bei europäischen Verträgen eingeführt werden sollten. Der neue Vertrag habe auch nicht den Charakter einer Verfassung. Eine Schlüsselrolle nahm die PvdA ein, die diesmal an der Regierung beteiligt war und auf ihrem Parteitag am 25. September 2007 beschloss, einen Gesetzesentwurf für ein neues Referendum nicht zu unterstützen. Insgesamt schien die allgemeine Skepsis, mittels direkter Demokratie rationale Politikentscheidungen über komplexe Fragen herbeiführen zu können, gewachsen. Daher bekam der Gesetzesentwurf für ein zweites Referendum keine Mehrheit und am 5. Juni 2008 wurde der Vertrag von Lissabon in der Zweiten Kammer ratifiziert. Zum 1. Dezember 2009 trat der Vertrag von Lissabon europaweit in Kraft.